# ناصرقلی اردلان
ناصرقلی اردلان (۱۲۷۳–۱۳۶۴) دولتمرد و قانونگذار دوران پهلوی بود.
پدرش فخرالملک اردلان و مادرش دختر عبدالصمد میرزا عزالدوله (سالور) برادر ناصرالدین شاه قاجار بود. تحصیلات خود را در تهران آغاز کرد و در بلژیک به پایان رساند. پس از بازگشت به ایران وارد خدمات دولتی شد و به حکومت شهرهای مختلفی همچون آبادان و اصفهان رسید.
اردلان در سال ۱۳۲۲ به نمایندگی سنندج در مجلس شورای ملی انتخاب شد (دوره چهاردهم) و تا دوره شانزدهم این کرسی را حفظ کرد. در اواخر دوره شانزدهم و پس از ملی شدن نفت، عضو هیئت خلع ید از شرکت نفت ایران و انگلیس بود و پس از این مأموریت، بازرس دولت در بانک ملی شد. سپس به عنوان استاندار به آذربایجان رفت.
ناصرقلی اردلان پس از مرداد ۱۳۲۸ و سقوط دولت دکتر محمد مصدق زندانی شد و پس از آزادی نیز دیگر کاری به او ندادند.
اردلان در جوانی با دختری از خانواده‏ خواجه‌نوری ازدواج کرد و صاحب دو دختر شد. برادر بزرگترش حاج عزالممالک اردلان در دوره‌های قاجار و پهلوی نماینده مجلس بود و در دوران محمدرضا شاه پهلوی به وزارت، سفارت و سناتوری رسید.